# American Pie Presents: Band Camp
American Pie Presents: Band Camp is een Amerikaanse komediefilm uit 2005 geregisseerd door Steve Rash. Het is een spin-off van de originele American Pie-filmserie.

## Verhaal
De film draait voornamelijk om Matt Stifler (Tad Hilgenbrink), de jongere broer van Steve Stifler uit eerdere American Pie-films. Matt verpest tijdens de proclamatie het optreden van het schoolorkest door de instrumenten in te spuiten met pepperspray, waardoor de muzikanten noodgedwongen moeten stoppen. Schooladviseur Chuck Sherman vindt een uitsluiting te eenvoudig en stuurt Matt verplicht mee op muziekkamp ("band camp"), zodat hij respect krijgt voor het orkest. Het kamp is daarnaast een wedstrijd waar de dirigent van de winnende groep een studiebeurs krijgt van een gerespecteerd conservatorium. Elyse, de dirigente van Matts school East Great Falls, is van plan om dit jaar te winnen.
Matt ziet het kamp als de kans om zijn broer te evenaren in het maken van naaktfilms: hij hangt in de meisjesfaciliteiten verborgen camera's waarmee hij het gebeuren opneemt.
Matt wordt gemeden door zijn eigen orkestleden. Zij zijn het pepperspray-incident niet vergeten. Daarnaast heeft hij al snel ruzie met Brandon Vandecamp, de dirigent van een concurrerende school. Er ontstaat een klein handgemeen waarbij Matt Brandon raakt in zijn edele delen. Daarom wordt Matt naar de bemiddelaar gestuurd: dit blijkt dit jaar Noah Levenstein te zijn, de vader van Jim, die deze taak van zijn schoondochter Michelle Flaherty heeft overgenomen. Omwille van de ruzie krijgt East Great Falls vijf strafpunten.
Uit wraak voor het handgemeen wisselt Brandon Matts blikje frisdrank met eentje gevuld met speeksel. Omdat Matt denkt dat hij werd vergiftigd, krijgt hij van de verpleegster ipecacsiroop, wat een braakeffect teweegbrengt. Matt neemt nogmaals wraak en doet zijn sperma in Brandons busje zonnecrème.
Nadat Matt onbedoeld een duel aangaat met Brandon blijkt dat hij zich voor een individuele muziekwedstrijd heeft ingeschreven, waarbij de beste extra punten krijgt. Daar kan Matt de eerdere strafpunten ongedaan maken, omdat hij perfect kan spelen op een doedelzak.
Ondertussen is Matt verliefd geworden op Elyse. Hij wil met haar gemeenschap hebben en doet daarom sterke drank in de slush. Zo hoopt hij dat Elyse dronken wordt en dat hij haar kan verleiden. Dit leidt niet tot het verwachte resultaat. Een gefrustreerde Matt masturbeert met een hobo, wat volgens een andere schooljongen een enorm goed gevoel moet geven. Echter geraakt Matt beklemd in de hobo en moet hij overgebracht worden naar de ziekenboeg, waar de verpleegster ijs gebruikt om hem uit deze hachelijke positie te bevrijden.
Matt wil zijn misstappen rechtzetten en doet een ganse fles ipecacsiroop in een drinkbidon van Brandons school. Echter wisselen enkele leden van East Great Falls de vaten waardoor zijzelf deze drank krijgen. Het gevolg is dat alle muzikanten van East Great Falls ziek worden en niet kunnen deelnemen aan de wedstrijd. Hierdoor verliest het orkest van Elyse en wordt Brandon aangeduid als winnaar.
Eenmaal thuis doet Matt nogmaals een poging om het goed te maken met Elyse en regelt met haar een afspraak met de decaan van het conservatorium. Echter blijkt dat Matt de brief zelf heeft opgesteld waardoor Elyse toegang wordt geweigerd. Dan verschijnt Matt met de rest van het schoolorkest en zij brengen aan de ingang van het conservatorium een muziekstuk dat werd geschreven door Elyse. De directie is gecharmeerd en vindt het werk uiterst muzikaal. Omdat ondertussen blijkt dat Brandons compositie geplagieerd was, krijgt Elyse alsnog de studiebeurs.
Hoewel adviseur Sherman vindt dat Matts integratie te beperkt is gebleven, vindt hij toch voldoende redenen om hem niet te schorsen. Hij zegt ook dat Matt zich dient aan te passen en zich niet mag gedragen als zijn broer. Deze laatste werd eerder door iedereen gehaat. Dit doet Matt inzien dat zijn gedrag inderdaad te wensen overlaat, waarop hij beslist om de video-opnames te wissen.

## Rolverdeling
| Acteur            | Personage         |
| ----------------- | ----------------- |
| Eugene Levy       | Mr. Levenstein    |
| Tad Hilgenbrink   | Matt Stifler      |
| Arielle Kebbel    | Elyse Houston     |
| Jason Earles      | Ernie Kaplowitz   |
| Crystle Lightning | Chloe             |
| Jun Hee Lee       | Jimmy             |
| Matt Barr         | Brandon Vandecamp |
| Chris Owen        | Sherman           |
| Lauren C. Mayhew  | Arianna           |
| Angela Little     | Sherri            |
| Rachel Veltri     | Dani              |
| Ginger Lynn Allen | Nurse Sanders     |
| Timothy Stack     | Mr. Nelson        |
| Carla Alapont     | Leslie            |